# Daniel Fedorczuk
Daniel Adán Fedorczuk Bentancour (pronunciado /fedorchuc/ en fonética española), (2 de mayo de 1976) es un árbitro del fútbol uruguayo. Es árbitro internacional FIFA desde 2011. Dirige habitualmente partidos por Copa Libertadores y Copa Sudamericana.
Fue seleccionado para arbitrar como uno de los tres árbitros de reserva en la Copa América Centenario, llegando a dirigir en el partido por fase de grupos entre Argentina y Chile, y posteriormente, el partido por el tercer y cuarto puesto entre Estados Unidos y Colombia.